# Onthophagus pedator
Onthophagus pedator là một loài bọ cánh cứng trong họ Bọ hung (Scarabaeidae).